# Метрополитен на шинном ходу

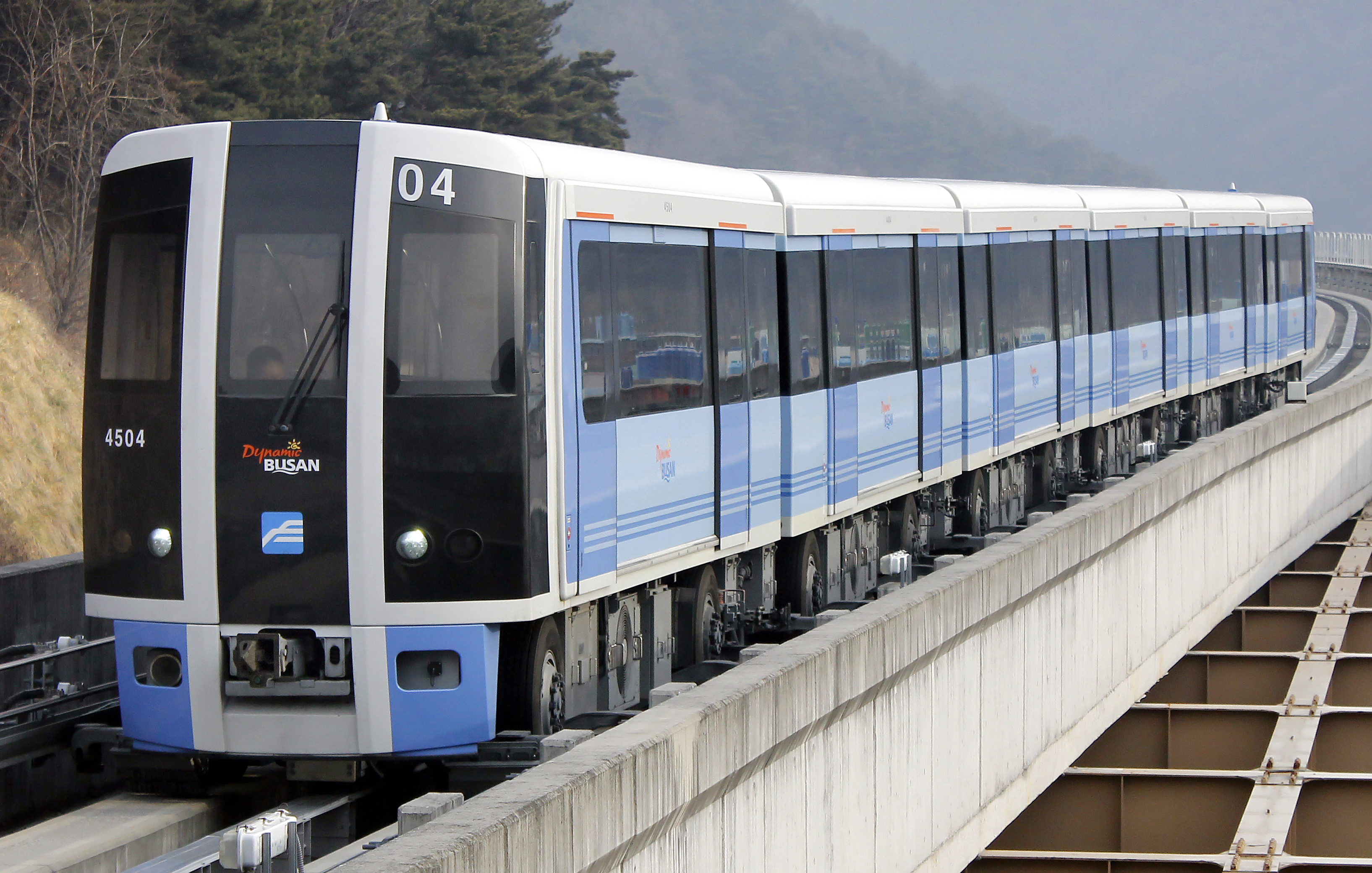
Метровагон линии 4 Пусанского метрополитена

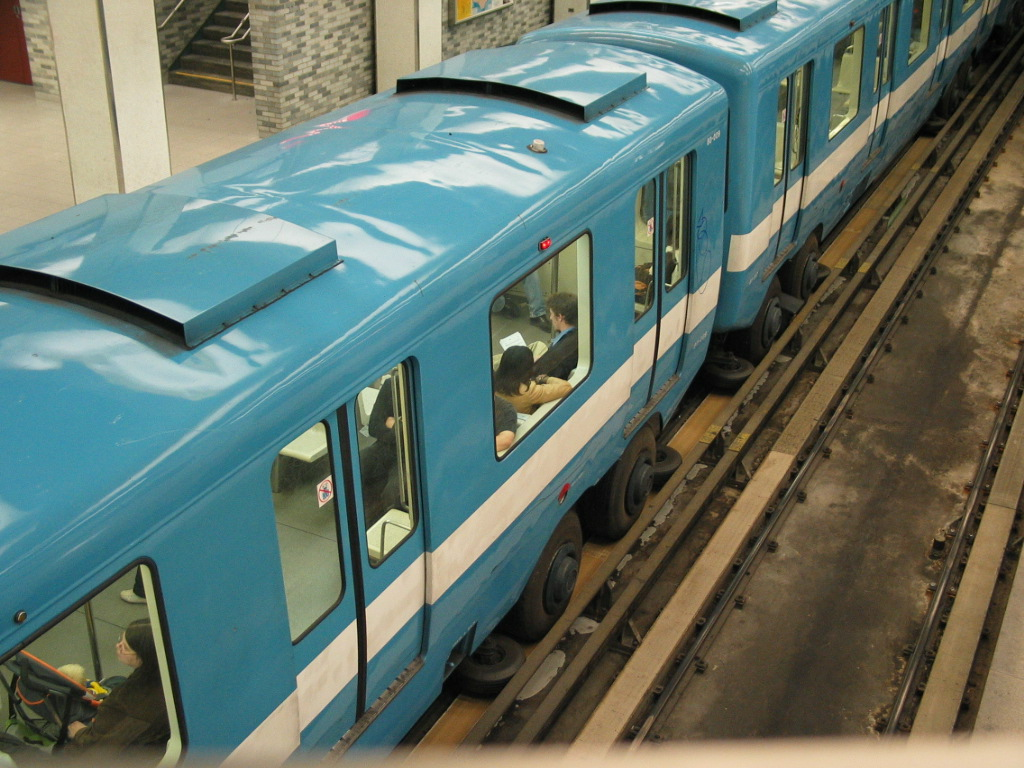
Метровагон Монреальского метрополитена

Метрополитен на шинном ходу является технологией рельсового транспорта с использованием некоторых элементов автодорожного. Поезда используют резиновые шины, которые катятся по специальным дорожкам, сделанным из бетона или специальной стали.
Есть два варианта метрополитена на шинном ходу — совмещённый с традиционным рельсовым путём и не совмещённый с ним. В метрополитенах Монреаля, Мехико, Сантьяго, Парижа, Лиона, Марселя шинный ход совмещён с традиционными железнодорожными рельсами.
В метрополитенах Лилля, Тулузы, Ренна и Турина используются только резиновые колёса, обычного рельсового пути там нет.
Как на обычном железнодорожном транспорте, машинисту не надо рулить, так как вагонные тележки снабжены традиционными стальными колёсами либо имеют боковые направляющие — обрезиненные колёса. Эти железнодорожные колёса направляют состав на правильную траекторию, а иногда и подстраховывают в случае спущенных шин. Рельсы также полезны при прохождении стрелок.
Самой близкой к метровагонам на шинном ходу технологией является направляемый автобус — шпурбус, — который иногда ещё называют «трамваем на шинном ходу», хотя шпурбус отличается от обычного «трамвая на шинах».
- В Парижском метрополитене эти рельсы иногда используются для движения обычных метровагонов на рельсовом ходу. На многих линиях смешанное движение.
- В других системах метро (Лилль, Тулуза) на шинном ходу вместо рельсов используются другие методы подстраховки на случай спущенных шин и прохождения стрелок.
- В Республике Корея и Японии используется только один направляющий рельс для направления движения составов на шинном ходу.

Метровагоны на шинах питаются электричеством, которое подаётся через третий рельс, а заземлителем служат либо рельсы (или направляющий рельс), либо заземляющие планки.

### Преимущества

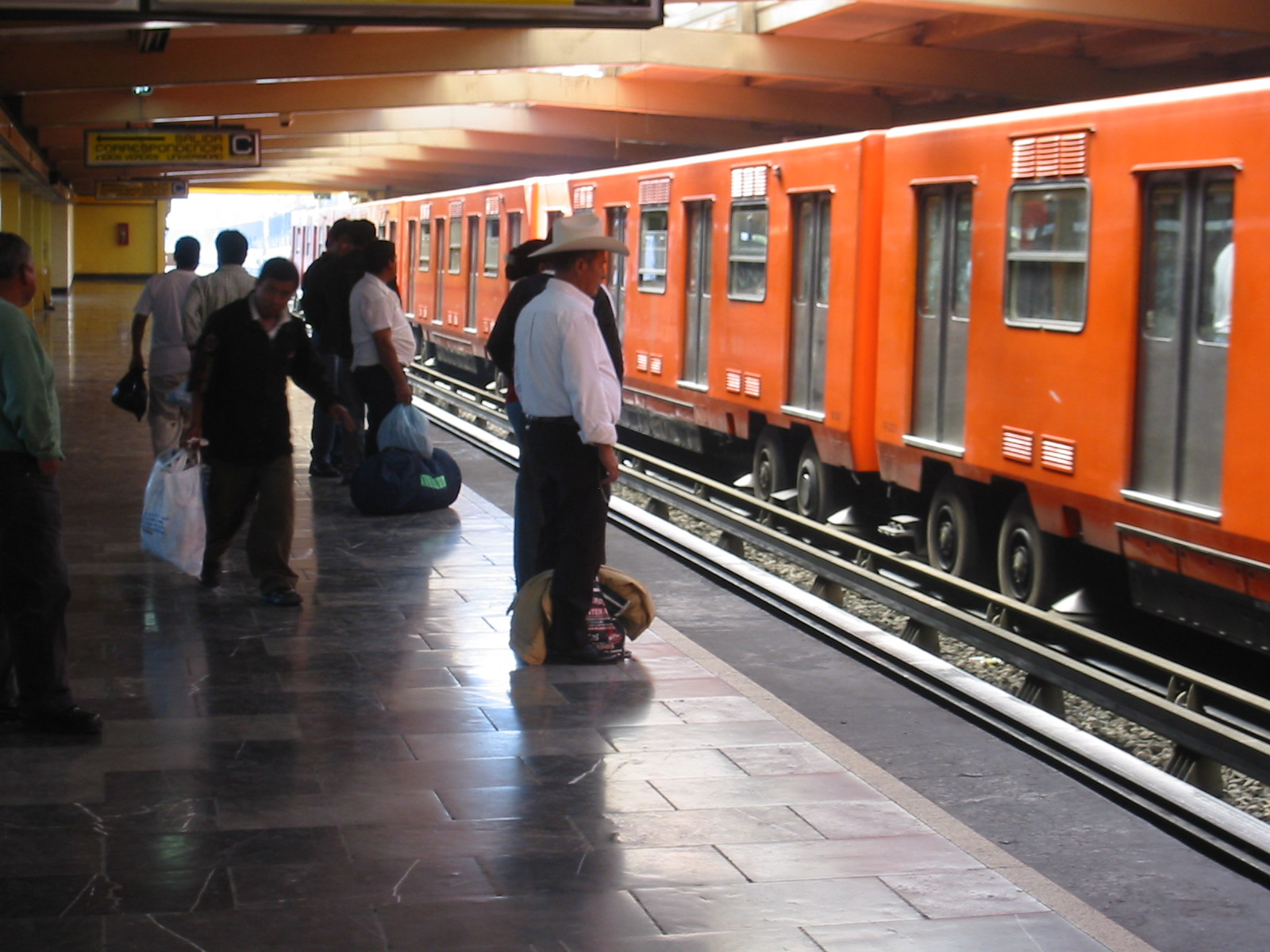
Метровагоны на шинном ходу в Мехико

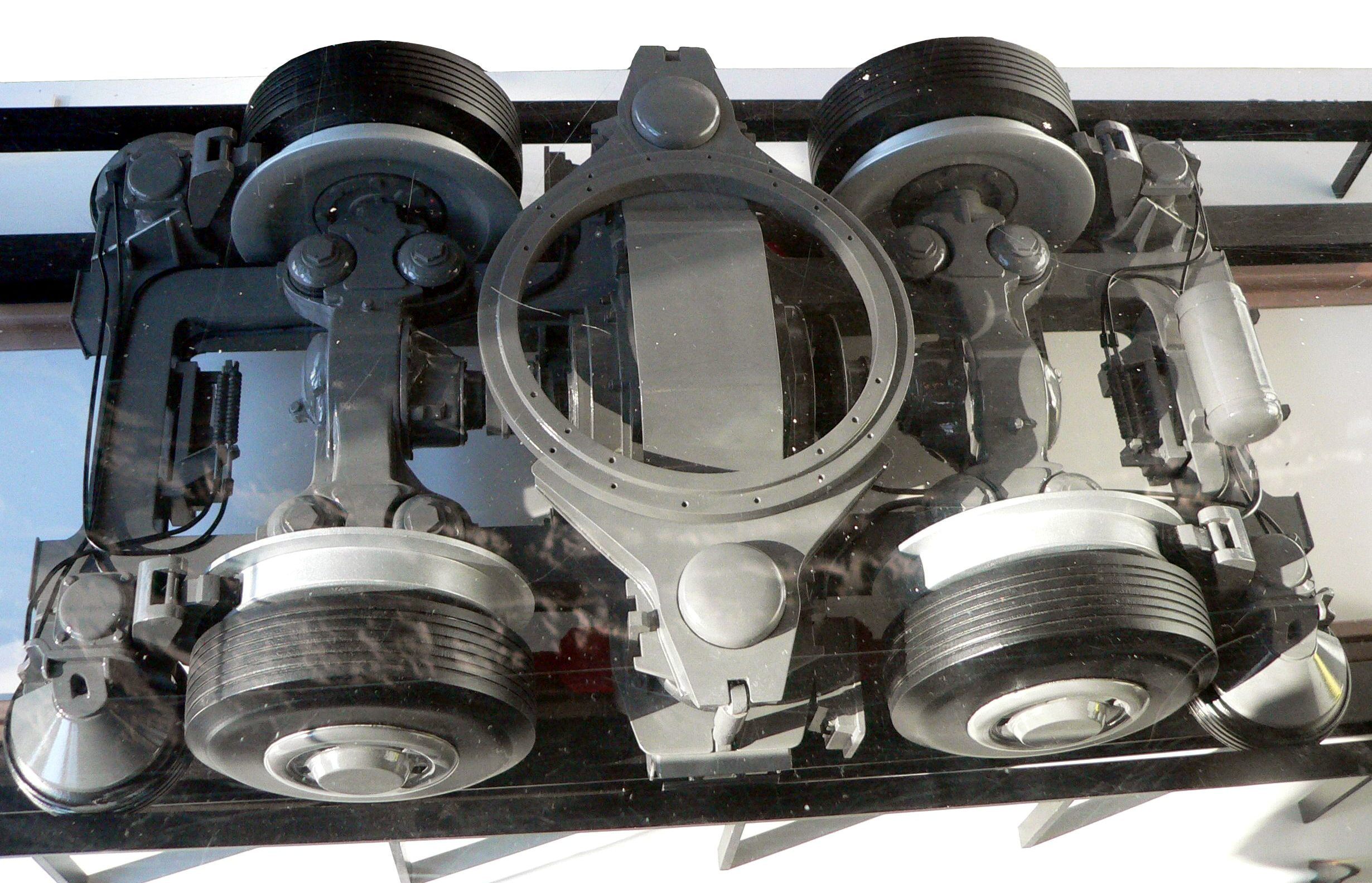
Тележка вагона Парижского метрополитена

- Гладкий ход почти без встряхиваний,
- Сравнительно быстрые разгон и торможение,
- Составы могут форсировать уклоны до 13 %. Такой уклон имеется в Монреальском метрополитене, под рекой Святого Лаврентия.

### Недостатки
- Бо́льшая сила трения относительно обычных стальных колёс и рельсов, что приводит к большему расходу электроэнергии.
- Иногда трение шин о путевое полотно может быть настолько громким, что люди не слышат друг друга.
- Плохая погода (снег, дождь) сводит преимущество шинного хода на нет. Именно поэтому Монреальский метрополитен проходит под землёй на всём своём протяжении.
- Использование уникальных компонентов конструкций подвижного состава — сложно и дорого.
- Весовые преимущества малы, так как обычная тележка со стальными колёсами тоже применяется для подстраховки и тоже вносит свой вклад в вес. Кроме того, прохождение стрелок невозможно без традиционных стальных колёс.
- Две системы (стального и шинного хода) работают параллельно, что действительно дороже, чем единственная традиционная система рельсов.
- Резиновые шины имеют срок годности меньший, чем стальные колёса. Следовательно, нужны более частые замены, что дополнительно удорожает обслуживание подвижного состава.
- Вся тяговая энергия, потребляемая поездом, — кроме той, которая возвращается в контактную сеть во время рекуперативного торможения, — теряется, переходя в тепловую. Это особенно частое явление в тоннелях метрополитенов, что вынуждает к принудительной вентиляции. С использованием резиновых шин эта проблема усугубляется.

## История

### Париж
Во время немецкой оккупации в годы Второй мировой войны Парижский метрополитен особо не обслуживался и пришёл в упадок к концу войны. Технология шинного хода была впервые применена и опробована в Париже. Направляющую систему разработала компания Michelin. В создании шин принимала участие компания Renault.

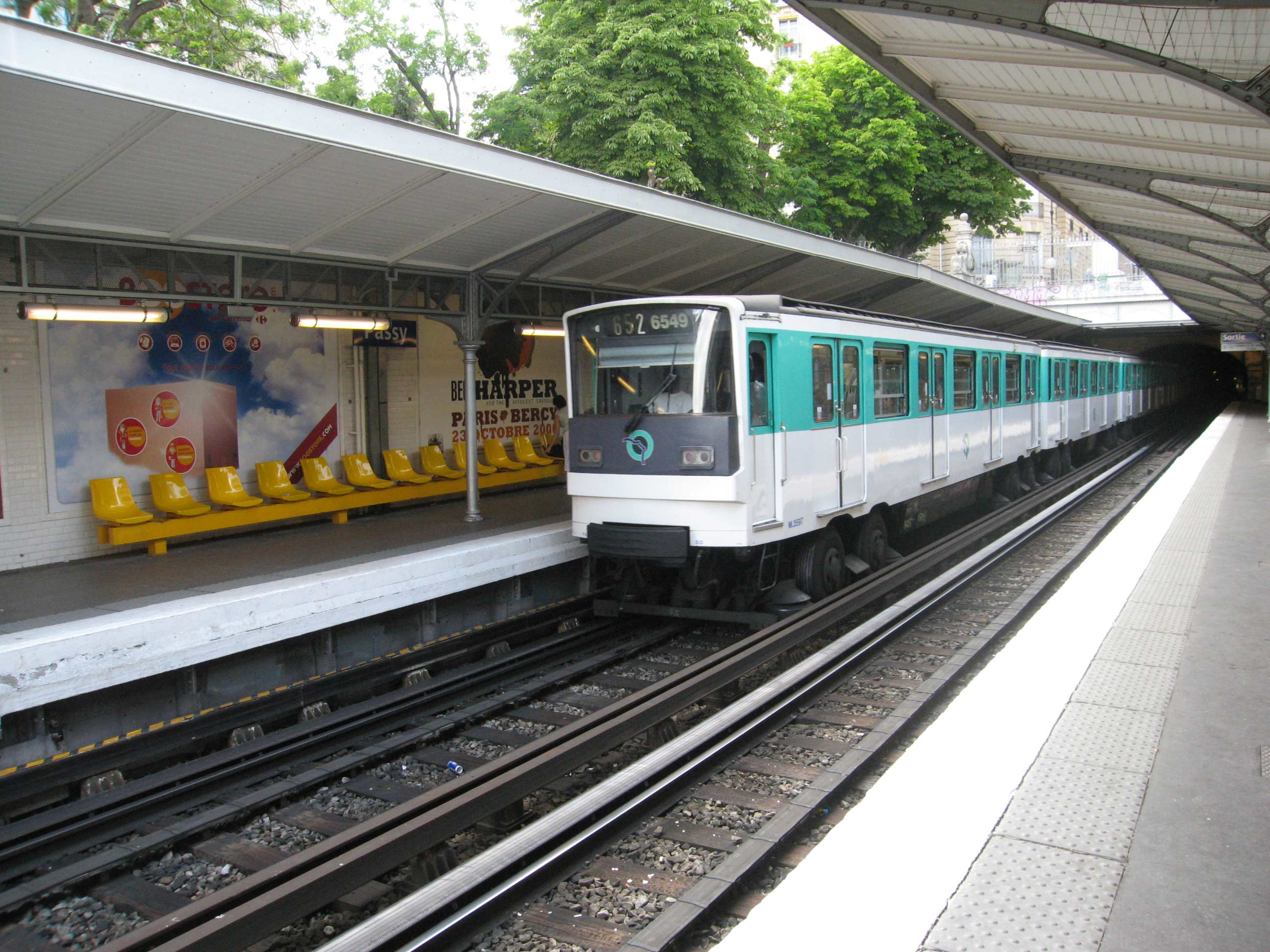
Линия Парижского метрополитена на шинном ходу

Начиная с 1951 года экспериментальный состав работал на опытном участке между станциями Порт де Лила и Пре-Сен-Жерве, где линия была закрыта для пассажиров. Первой на шинный ход в 1956 году была перестроена 11 линия (Шатле — Мэри-де-Лила). Выбор был сделан из-за того, что на линии самые крутые уклоны в Париже. Следом за ней, в 1964 году, на шинный ход была переведена 1 линия (Château de Vincennes — Pont de Neuilly). 4 линия (Porte d’Orléans — Porte de Clignancourt) была переведена на шинный ход в 1967. Причиной тому послужил наибольший пассажиропоток в Парижском метрополитене. 6 линия (Charles de Gaulle — Étoile — Nation) была переведена на шинный ход в 1976 году для более тихого хода по многочисленным наземным участкам. Из-за высокой стоимости переоборудования другие линии переведены на шинный ход не были, кроме полностью автоматизированной линии 14, запущенной в 1998 году и изначально рассчитанной на шинный ход.

### Монреаль
Первым в мире метрополитеном, в котором все линии на шинном ходу, стал Монреальский метрополитен.

### Четвёртая линия Пусанского метрополитена
Первый в Республике Корея метрополитен с участком на шинном ходу.

### Другие метрополитены

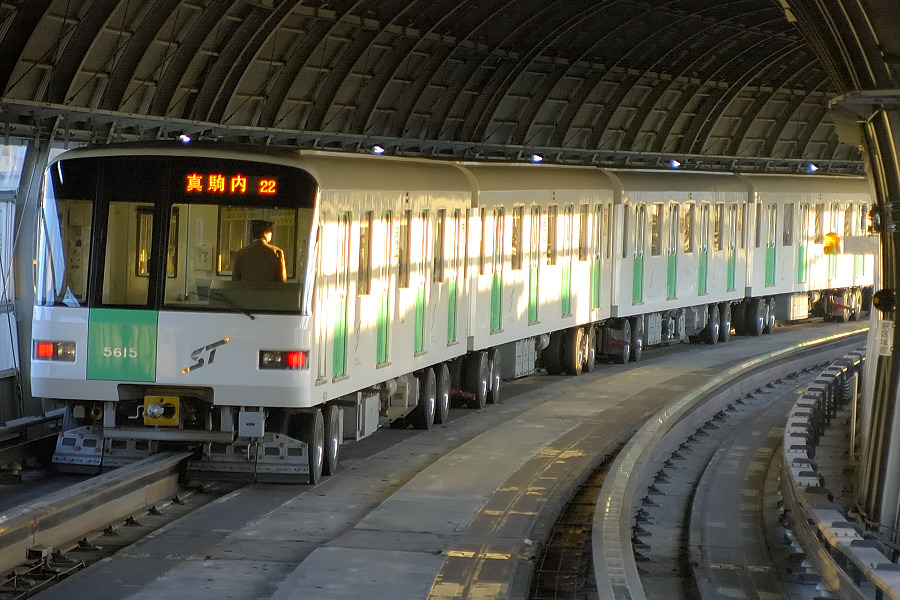
Метрополитен на шинном ходу в Саппоро, Япония

Многие метрополитены на шинном ходу автоматизированы настолько, что могут управляться не машинистами, а дистанционно — с диспетчерского пункта. Первая такая система открылась в 1983 году в Лилле с использованием технологии VAL.
Также:
- Саппоро (1971)
- Orlyval (Париж, 1991)
- Тулуза (1993)
- Ренн (2002)
- Турин (2006)

Первая в Японии автоматизированная метросистема на шинном ходу (Port Island Line) была открыта в октябре 1981 года в городе Кобе. По этой линии совершаются челночные рейсы между ЖД Вокзалом и Морским Портом. В дальнейшем подобные системы были построены в некоторых других городах Японии.
В Майами (США) в 1986 году был пущен «Metromover». Это эстакадная транспортная система на шинном ходу, управляемая дистанционно диспетчером.
В аэропорту Дубая с начала 2013 года функционирует подземный поезд-шаттл на шинном ходу — между международными терминалами в транзитной зоне.
В аэропорту Атланты функционирует автоматическая межтерминальная система перевозки пассажиров на шинном ходу.